# Helicoverpa umbrosus
Helicoverpa umbrosus là một loài bướm đêm trong họ Noctuidae.